# Danius Lygis
Danius Lygis (ur. 15 września 1948 w Loluičiai w rejonie malackim) – litewski polityk, ekolog i nauczyciel akademicki, minister środowiska w latach 1999–2000.

## Życiorys
Kształcił się w szkole technicznej, pracował jako robotnik i brygadzista przy budowie elektrowni wodnej w Kraju Krasnojarskim. Po powrocie na Litwę zatrudniony przy rekultywacji gruntów. Studiował psychologię na Uniwersytecie Wileńskim oraz biologię w Wileńskim Instytucie Pedagogicznym. Specjalizował się w tematyce ekologicznej, obronił następnie doktorat. Został wykładowcą Wileńskiego Uniwersytetu Technicznego, a także doradcą sejmowej komisji ochrony środowiska.
Jako polityk związany z ugrupowaniem Związek Ojczyzny. W 1997 został wiceministrem środowiska. Od kwietnia 1999 do listopada 2000 sprawował urząd ministra środowiska w gabinetach, którymi kierowali Gediminas Vagnorius, Rolandas Paksas i Andrius Kubilius. Powrócił następnie do pracy naukowej jako docent na Uniwersytecie Michała Römera.